# خوسيه فيسنتي ساليناس
خوسيه فيسنتي ساليناس (بالإسبانية: José Vicente Salinas)‏ هو عداء سريع تشيلي، (و. 1904 – 1975 م).

## وصلات خارجية
- خوسيه فيسنتي ساليناس على موقع أوليمبيديا (الإنجليزية)